# Paul Sinner

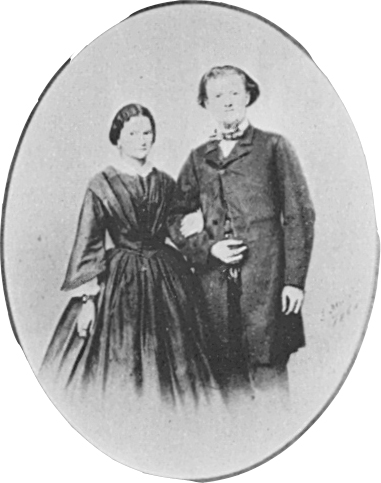
Paul Sinner a Wilhelmine Kienle jako novomanželé, albuminový papír, Atelier Johann Bleibel, 1864

Paul Sinner (17. července 1838 Ludwigsburg – 30. března 1925 Tübingen) byl německý fotograf.

## Životopis
V roce 1864 se oženil s Wilhelminou Kienleovou. Okolo roku 1865 začal společně s Wilhelmem Hornungem provozovat fotografický ateliér na Wörthstraße v Tübingenu, nicméně od roku 1867 pracoval v účelově zřízeném bytovém studiu v budově na Gartenstraße 7 na vlastní náklady. V podkroví byl založen ateliér, nižší podlaží sloužilo Sinnerovi k obytným účelům.
Sinner měl podnikatelskou povahu: Během šedesátých let pořídil mobilní kabinu, kterou předělal na temnou komoru. To mu umožnilo za fotografováním cestovat k zákazníkům do vzdálenějších oblastí. Mobilní fotokomora mu dobře sloužila během Prusko-francouzské války v letech 1870/71, kdy fotografoval vojáky jdoucí do Alsaska. Mobilní temnou komoru později zakoupilo Německé muzeum v Mnichově, kde je vystavena ve stálé expozici „Fotografie a film“.
Je považován za nejvýznamnějšího představitele své profese v Tübingenu a jednoho z nejvýznamnějších fotografů Württemberska. Jeho zvláštní úspěch spočíval v dokumentaci uměleckých starožitností a krojů ve Švábsku, kromě toho byl také jedním z prvních německých válečných fotografů.
Jeho rané fotografie ukazují například nejen modernizaci města Tübingenu během 19. století, ale také obraz města a jeho obyvatel. Paul Sinner byl nejen fotografický kronikář, ale také tvůrce kulturní oblasti. Pozdně romantické představy o zemi, lidech a umění ve Švábsku se nenacházejí pouze v jeho dílech, ale také ve způsobu jeho života.

## Dílo
Dílo Paula Sinnera je poměrně rozsáhlé a dokumentuje období více než 50 let. Hlavní části jsou ve sbírkách Archivu hlavního města v Tübingenu a v Archivu hlavního města Reutlingenu, v Univerzitní knihovně Tübingen a univerzitní knihovně Stuttgart, v Zemském muzeu Württemberg v Landesstelle für Volkskunde a v knihovně Württembergische Landesbibliothek. Celá řada fotografických desek je v držení Státního úřadu ochrany přírody Baden-Württemberg ve Stuttgartu a je v archivu řazena podle topografického kritéria. Nejsou proto v samostatné složce podle autora.

### Galerie
Příklady fotografických cyklů (s odkazy na commons):

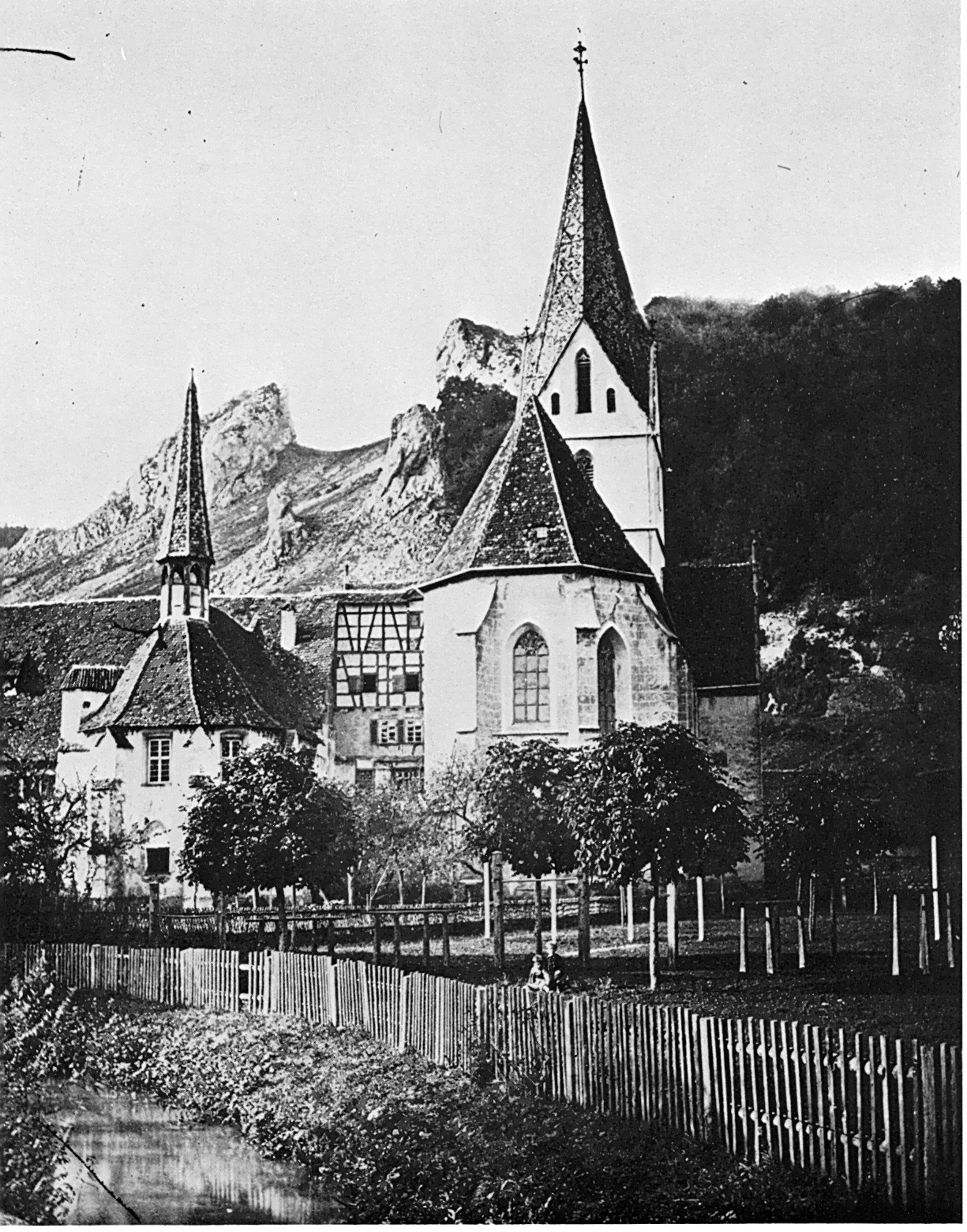
Švábsko
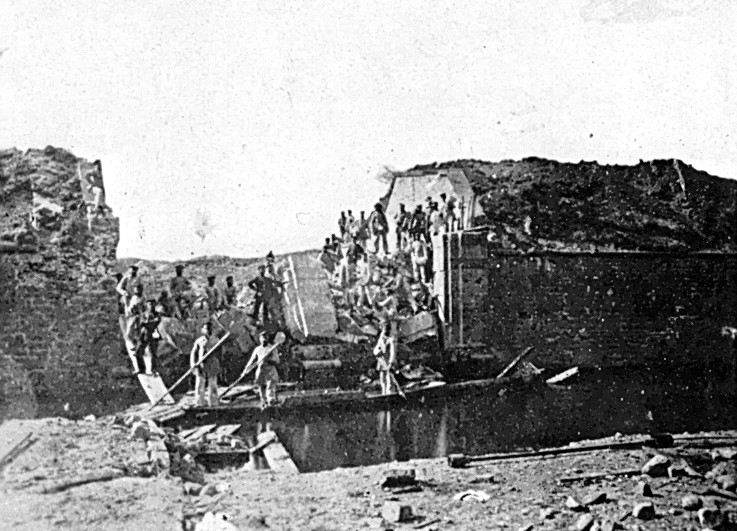
Válečná fotografie
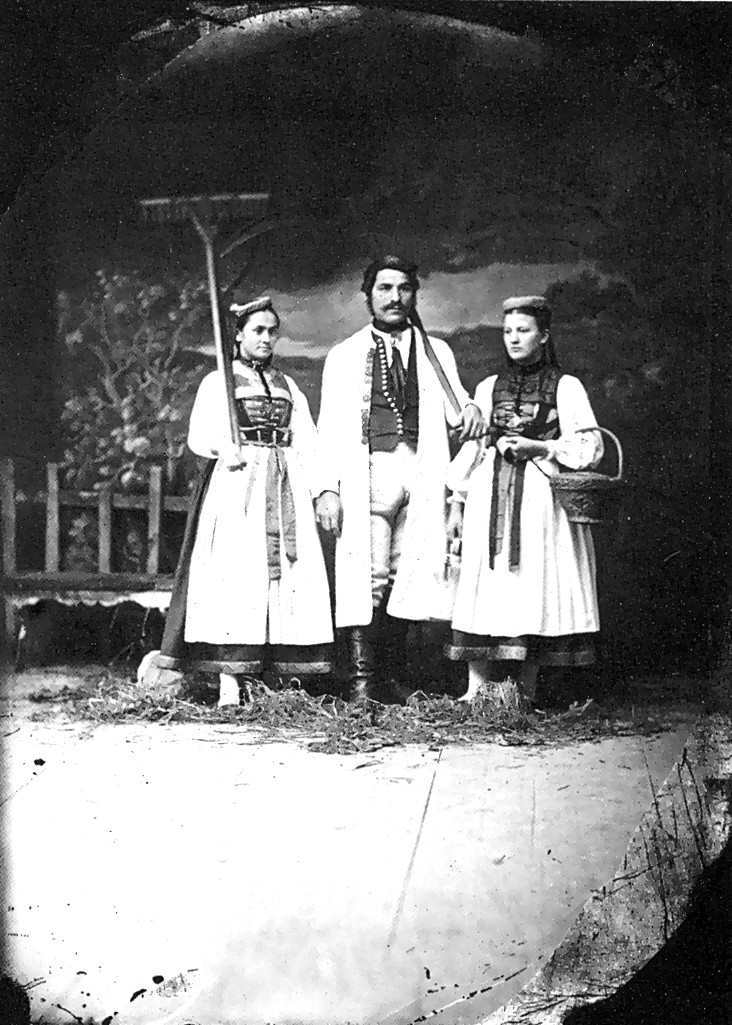
Kroje
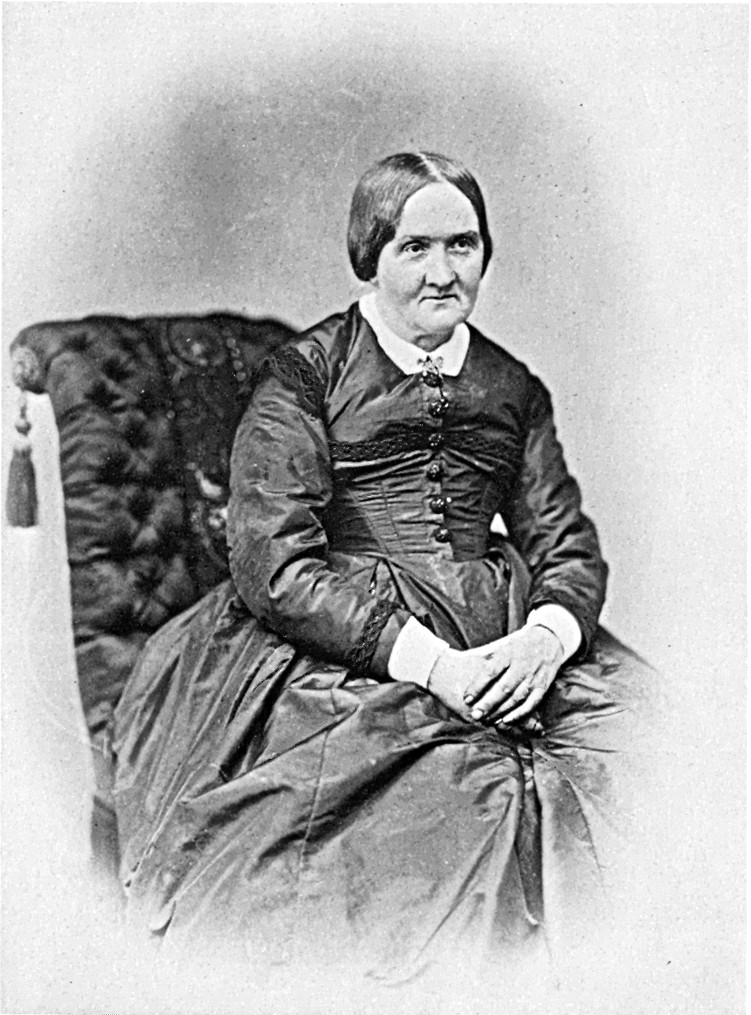
Portréty
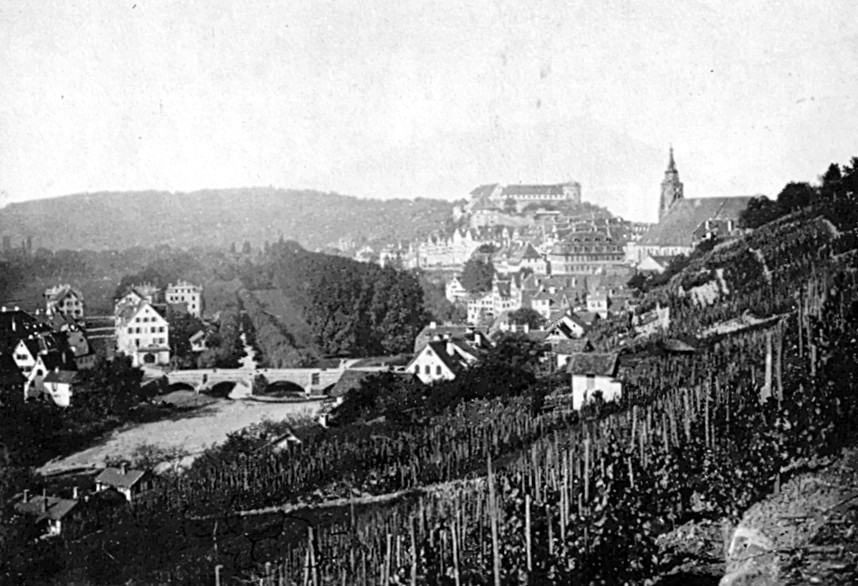
Tübingen